# Estevan da Guarda
Estevan da Guarda (1270/1280 – 1352) è stato un trovatore, la cui origine non del tutto chiara, forse aragonese o portoghese.
Fu segretario di Dionigi del Portogallo e dopo la sua morte, un protetto del Conte di Barcelos. È autore di 36 testi: sei cantigas de amor, due cantigas de amigo e 26 cantigas de escarnio, un ensenhamen e una tenzone con Josep.